# Бенда, Франтишек
Фра́нтишек Бе́нда (чеш. František Benda, также Франц Бе́нда нем. Franz Benda, крещён 22 ноября 1709, Бенатки-над-Йизероу — 7 марта 1786, Потсдам) — чешский скрипач и композитор, старший брат Иржи Антонина Бенды, основатель немецкой школы игры на скрипке.

## Биография
Франтишек Бенда был в юности хористом сперва в Праге, затем в Дрездене и Варшаве. Учился игре на скрипке в Вене у Карла Генриха Грауна. В 1733 поступил на службу в придворную капеллу прусского короля  Фридриха II в Потсдаме, где служил до конца жизни. С 1740 года занимал пост первой скрипки, с 1771 года руководил дворцовым оркестром.
В своём творчестве Бенда сочетал виртуозность и мелодичность, в основном базируясь на образцах стиля барокко. Среди его сочинений — 15 концертов для скрипки с оркестром, 17 симфоний, выдержанные в традициях неаполитанской школы, множество сонат для скрипки, флейты или других инструментов и бассо континуо, трио-сонаты, дуэты для двух скрипок, каприччио для скрипки соло.
Его детьми были музыканты и композиторы Карл и Фридрих, пианистка, певица и композитор Мария Каролина, которая вышла в 1770 году замуж за композитора, музыканта, теоретика музыки Эрнста Вольфа и Юлиана, также композитор, певица и пианистка, вышедшая в 1776 году замуж за придворного капельмейстера и композитора Иоганна Фридриха Рейхардта.